# Haliplus confinis
Haliplus confinis är en skalbaggsart som beskrevs av Stephens 1828. Haliplus confinis ingår i släktet Haliplus, och familjen vattentrampare. Arten är reproducerande i Sverige.

## Bildgalleri

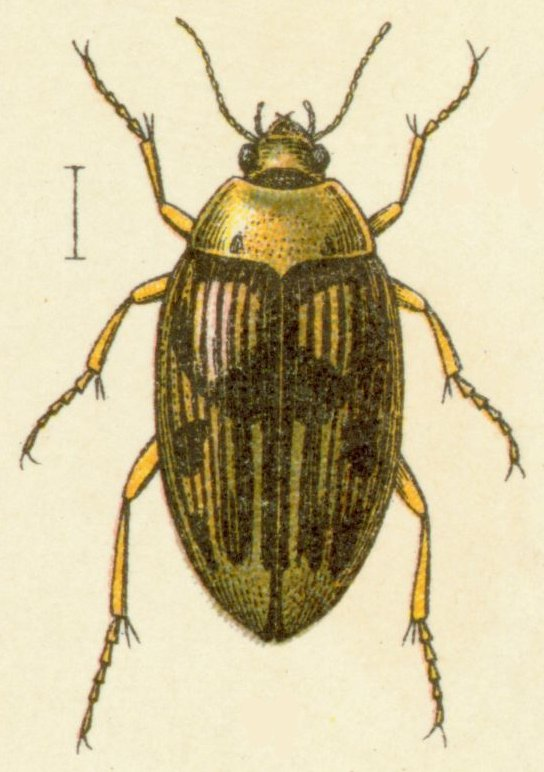